# The Edge of Infinity
The Edge of Infinity (рус. «На краю бесконечности») — третий полноформатный альбом швейцарской симфоник-метал-группы Lunatica. Выпущен 28 августа 2006 года.
Видео на песню «Song For You» было выпущено в начале 2007 года на официальном сайте группы.

## Список композиций
| №   | Название                            | Длительность |
| --- | ----------------------------------- | ------------ |
| 1.  | «Introduction (feat. Dieter Meier)» | 1:56         |
| 2.  | «The Edge of Infinity»              | 4:08         |
| 3.  | «Sons of the Wind»                  | 5:25         |
| 4.  | «Who You Are»                       | 3:41         |
| 5.  | «Out!»                              | 3:42         |
| 6.  | «Song for You (feat. John Payne)»   | 4:09         |
| 7.  | «Together»                          | 4:02         |
| 8.  | «The Power of Love»                 | 5:17         |
| 9.  | «Words Unleashed»                   | 4:15         |
| 10. | «EmOcean»                           | 8:52         |

| №   | Название                                            | Длительность |
| --- | --------------------------------------------------- | ------------ |
| 11. | «EmOcean (feat. Оливер Хартманн)»                   | 8:50         |
| 12. | «Song for You (Piano Version)» (для Японии и Кореи) | 3:02         |

## Участники записи
- Andrea Dätwyler — вокал
- Sandro D’Incau — гитара
- Andy Leuenberger — гитара
- Emilio Barrantes — бас-гитара
- Alex Seiberl — клавишные
- Ronny Wolf — ударные